# Ken Morrow
Pour les articles homonymes, voir Morrow.
Temple de la renommée américain : 1995
Ken Morrow (né le 17 octobre 1956 à Flint, dans l'État du Michigan aux États-Unis) est un joueur de hockey sur glace ayant évolué dans la Ligue nationale de hockey pour les Islanders de New York.

## Carrière
Après une saison passée au niveau junior universitaire avec les Falcons de Bowling Green, Morrow se voit être réclamé par les Islanders de New York qui font de lui leurs choix du quatrième tour au repêchage amateur de la LNH en 1976. Il est également retenu la même année par les Whalers de la Nouvelle-Angleterre au huitième tour du repêchage de l'Association mondiale de hockey.
Malgré ses deux sélections, Morrow poursuit durant les trois saisons suivants avec les Falcons raflant au passage plusieurs titres dont celui de joueur de l'année dans la Central Collegiate Hockey Association, division de la NCAA dans laquelle évolue l'université d'État de Bowling Green.
À l'été 1979, le défenseur rejoint l'équipe nationale des États-Unis et prend part aux Jeux olympiques d'hiver de 1980 qui se tiennent à Lake Placid. Contre toute attente l'équipe américaine réussit à battre l'Union soviétique en demi-finale et parvint à décrocher la médaille d'or face à la Finlande. En 2004, un film relatant leur brillant trajet, surnommé Miracle sur glace, est porté à l'écran.
La médaille au cou, Ken Morrow quitte l'équipe nationale pour terminer la saison 1979-1980 avec les Islanders. Il prouve dès son arrivée qu'il est de calibre pour jouer à plein temps dans la grande ligue et force ainsi l'organisation des Islanders à transiger. C'est ainsi que l'équipe new-yorkaise obtient le joueur de centre Butch Goring et est en mesure de remporter la première Coupe Stanley de son histoire. Par cette conquête, Morrow devient un des rares joueurs à remporter au cours de la même année une médaille d'or Olympique ainsi que la Coupe Stanley.
Au cours de sa carrière de dix saisons dans la LNH, Ken Morrow se montre un solide joueur à la ligne bleue. Bien qu'il n'obtient pas beaucoup de points, ceux qu'il inscrit le sont à des moments cruciaux, notamment au cours des séries éliminatoires de 1984 où il ne marque que trois points en vingt rencontres. Le seul but qu'il marqua durant ces séries fut celui qui élimina les Rangers de New York lors de la première ronde, de plus, une de ses deux mentions d'assistance fut sur le but de Mike Bossy qui lui, éliminait les Canadiens de Montréal en demi-finale.
Incommodé par une blessure au genou, Morrow se voit obligé de mettre un terme à sa carrière en 1989 après 550 parties dans la grande ligue et avec quatre coupes Stanley en poche. Il tente par la suite un bref passage derrière le banc à titre d'entraîneur pour les Spirits de Flint puis pour les Blades de Kansas City, deux équipes de la Ligue internationale de hockey.
Revenu au Islanders de New York en 1991 en tant qu'entraîneur adjoint, il obtient dès la saison suivante le poste de dépisteur en chef de l'équipe, poste qu'il occupe toujours aujourd'hui.
En 1995, Ken Morrow se voit être intronisé au Temple de la renommée du hockey américain puis en 1996, il décroche le trophée Lester-Patrick remis pour sa contribution à l'évolution du hockey aux États-Unis.

## Statistiques
| Saison     | Équipe                   | Ligue      |     | Saison régulière | Saison régulière | Saison régulière | Saison régulière | Saison régulière |    | Séries éliminatoires | Séries éliminatoires | Séries éliminatoires | Séries éliminatoires | Séries éliminatoires |
| Saison     | Équipe                   | Ligue      | PJ  | B                | A                | Pts              | Pun              | PJ               | B  | A                    | Pts                  | Pun                  |                      |                      |
| 1975-1976  | Falcons de Bowling Green | CCHA       | 31  | 4                | 15               | 19               | 34               |                  |    |                      |                      |                      |                      |                      |
| 1976-1977  | Falcons de Bowling Green | CCHA       | 39  | 7                | 22               | 29               | 22               |                  |    |                      |                      |                      |                      |                      |
| 1977-1978  | Falcons de Bowling Green | CCHA       | 39  | 8                | 18               | 26               | 26               |                  |    |                      |                      |                      |                      |                      |
| 1978-1979  | Falcons de Bowling Green | CCHA       | 45  | 15               | 37               | 52               | 22               |                  |    |                      |                      |                      |                      |                      |
| 1979-1980  | États-Unis               | int.       | 56  | 4                | 18               | 22               | 6                |                  |    |                      |                      |                      |                      |                      |
| 1979-1980  | Islanders de New York    | LNH        | 18  | 0                | 3                | 3                | 4                | 20               | 1  | 2                    | 3                    | 12                   |                      |                      |
| 1980-1981  | Islanders de New York    | LNH        | 80  | 2                | 11               | 13               | 20               | 18               | 3  | 4                    | 7                    | 8                    |                      |                      |
| 1981-1982  | Islanders de New York    | LNH        | 75  | 1                | 18               | 19               | 56               | 19               | 0  | 4                    | 4                    | 8                    |                      |                      |
| 1982-1983  | Islanders de New York    | LNH        | 79  | 5                | 11               | 16               | 44               | 19               | 5  | 7                    | 12                   | 18                   |                      |                      |
| 1983-1984  | Islanders de New York    | LNH        | 63  | 3                | 11               | 14               | 45               | 20               | 1  | 2                    | 3                    | 20                   |                      |                      |
| 1984-1985  | Islanders de New York    | LNH        | 15  | 1                | 7                | 8                | 14               | 10               | 0  | 0                    | 0                    | 17                   |                      |                      |
| 1985-1986  | Islanders de New York    | LNH        | 69  | 0                | 12               | 12               | 22               | 2                | 0  | 0                    | 0                    | 4                    |                      |                      |
| 1986-1987  | Islanders de New York    | LNH        | 64  | 3                | 8                | 11               | 32               | 13               | 1  | 3                    | 4                    | 2                    |                      |                      |
| 1987-1988  | Islanders de New York    | LNH        | 53  | 1                | 4                | 5                | 40               | 6                | 0  | 0                    | 0                    | 8                    |                      |                      |
| 1988-1989  | Islanders de New York    | LNH        | 34  | 1                | 3                | 4                | 32               |                  |    |                      |                      |                      |                      |                      |
| Totaux LNH | Totaux LNH               | Totaux LNH | 550 | 17               | 88               | 105              | 309              | 127              | 11 | 22                   | 33                   | 97                   |                      |                      |

### Statistiques en équipe nationale
| Année | Équipe     | Compétition |   | PJ | B | A | Pts | Pun           |  | Résultat |
| 1980  | États-Unis | JO          | 7 | 1  | 2 | 3 | 6   | Médaille d'or |  |          |
| 1981  | États-Unis | C.C.        | 6 | 0  | 0 | 0 | 6   | 4e place      |  |          |

## Honneur et trophée
- Falcons de Bowling Green
  - Intronisé au temple de la renommée des sports de l'université de Bowling Green State en 1984.
- Central Collegiate Hockey Association
  - Membre de la première équipe d'étoiles à trois reprises (1976, 1978 et 1979).
  - Membre de la deuxième équipe d'étoiles en 1977.
  - Nommée le joueur de l'année en 1979.
- National Collegiate Athletic Association
  - Membre de la première équipe d'étoiles de l'Ouest des États-Unis en 1978.
- Ligue nationale de hockey
  - Vainqueur de quatre Coupes Stanley (en 1980, 1981, 1982 et 1983).
  - Récipiendaire du trophée Lester-Patrick en 1996.
- Internationale
  - Vainqueur de la médaille d'or aux Jeux olympiques d'hiver de 1980 avec les États-Unis.
  - Intronisé au Temple de la renommée du hockey américain en 1995.

## Référence
1. ↑  (en) Historique du joueur sur www.legendsofhockey.net.
2. ↑  (en) « Ken Morrow hockey statistics & profile », sur The Internet Hockey Database (consulté le 4 novembre 2014)